# NGC 7497
NGC 7497 је спирална галаксија у сазвежђу Пегаз која се налази на NGC листи објеката дубоког неба.
Деклинација објекта је + 18° 10' 39" а ректасцензија 23h 9m 3,5s. Привидна величина (магнитуда) објекта NGC 7497 износи 12,3 а фотографска магнитуда 13,0. Налази се на удаљености од 20,500 милиона парсека од Сунца. NGC 7497 је још познат и под ознакама UGC 12392, MCG 3-59-2, CGCG 454-3, KUG 2306+179, IRAS 23065+1754, PGC 70569.